# Arbejdsmiljø
Arbejdsmiljø er et samspil af de relationer, påvirkninger og vilkår, som mennesket arbejder under.
Endvidere er arbejdsmiljø den tekniske og sociale udvikling af arbejdspladsen, som kan bidrage til det enkelte menneskes sikkerhed på kort sigt samt til menneskets fysiske og psykiske sundhed på længere sigt. 
Arbejdsvilkårene kan give påvirkninger, der for nogle mennesker kan være belastende og for andre stimulerende. Det er derfor nødvendigt at tilrettelægge arbejdsvilkårene således, at vilkårene er tilpasset det enkelte menneskes forudsætninger og kan give mennesket mulighed for at have indflydelse på sin arbejdssituation. 

## Arbejdsmiljø i Danmark
I Danmark reguleres arbejdsmiljøet bl.a. af Arbejdsmiljøloven, der administreres af Arbejdstilsynet. Arbejdsmiljølovgivningen beskriver det således, at arbejdet skal kunne udføres sikkerheds- og sundhedsmæssigt fuldt forsvarligt.
Interessen for arbejdsmiljøet voksede frem i forbindelse med industrialiseringen, hvor de ofte kummerlige forhold på fabrikkerne i slutningen af 1800-tallet førte til flere arbejdsulykker blandt arbejderne. I 1873 vedtoges efter engelsk forbillede Fabriksloven og der blev nedsat et statsligt organ Arbejds- og Fabrikstilsynet, der administrerede lovgivningen. Der blev indført regulering af børnearbejde og udpeget to fabriksinspektører, der fik til ansvar at føre tilsyn med landets fabrikker. 
I 1889 vedtoges Maskinbeskyttelsesloven, hvorved Danmark som det første land i verden indførte regulering af maskiners sikkerhed. I 1898 indførtes en arbejdsulykkeforsikringsordning.
Danmarks nuværende arbejdsmiljølov stammer fra 2010. Det er en rammelov, der udfyldes med bekendtgørelser. Der er fire hovedbekendtgørelser: om arbejdets udførelse, om arbejdsstedets indretning, om tekniske hjælpemidler og om stoffer og materialer. 

## Aktører på arbejdsmiljøområdet
Der findes mange forskellige aktører inden for arbejdsmiljøområdet, der beskæftiger sig med at fremme et sundt og sikkert arbejdsmiljø på de danske arbejdspladser, herunder: 
- De fem BrancheFællesskaber for Arbejdsmiljø (BFA)
- Det Nationale Forskningscenter for Arbejdsmiljø (NFA)
- Videnscenter for Arbejdsmiljø (VFA)
- Arbejdsmarkedets Erhvervssikring
- Arbejdsmiljørådet
- Beskæftigelsesministeriet
- Det Europæiske Arbejdsmiljøagentur

## Eksterne links
- Arbejdstilsynets og Videncenter for Arbejdsmiljøs fælles hjemmeside
- Det Nationale Forskningscenter for Arbejdsmiljøs hjemmeside Arkiveret 13. december 2018 hos  Wayback Machine
- Overblik over arbejdsmiljøsystemet